# De cercle en cercle
Albums de Mass Hysteria
Contraddiction
(1999) Mass Hysteria
(2005)
De cercle en cercle est le 3e album studio du groupe de metal industriel français Mass Hysteria, sorti le 28 Août 2001.

L'album s'est vendu à environ 50 000 exemplaires.[réf. nécessaire] 

Il s'agit du premier album avec Olivier Coursier à la guitare et aux samples.

## Liste des morceaux
1. Remède - 5:21
2. La Puissance Bienvenue - 4:00
3. La Aventura Humana - 3:44
4. Ya Vyemma - 5:48
5. Millenium Appauvri - 4:40
6. Fragment (instrumental) - 1:13
7. Immixtion (featuring La Brigade) - 3:55
8. La Canopée - 3:46
9. Temps Mort (instrumental) - 3:41
10. L'Harmonie Invisible - 3:41
11. Coup2Mass - 4:50
12. Montherlant - 3:42
13. L'Importance Du Sort - 5:26

## Crédits
- Mouss Kelai — chant
- Yann Heurtaux — guitare
- Olivier Coursier — guitare et samples
- Stéphan Jaquet — basse
- Raphaël Mercier — batterie
- DJ Ombre — scratchs (Piste 3 & 7)